# Gray-pápaszemesmadár
A Gray-pápaszemesmadár (Zosterops grayi) a madarak osztályának verébalakúak (Passeriformes) rendjébe és a pápaszemesmadár-félék (Zosteropidae) családjába tartozó faj.

## Rendszerezése
A fajt Alfred Russel Wallace brit természettudós írta le 1864-ben.

## Előfordulása
Indonéziában, a Maluku-szigetekhez tartozó Kai-szigeteken honos. Természetes élőhelyei a szubtrópusi és trópusi síkvidéki esőerdők. Állandó nem vonuló faj.

## Megjelenése
Testhossza 13 centiméter.

## Természetvédelmi helyzete
Az elterjedési területe kicsi, egyedszáma pedig csökken. A Természetvédelmi Világszövetség Vörös listáján mérsékelten fenyegetett fajként szerepel.